# Andrea Navagero
Andrea Navagero, Navajero o Navagiero (Venecia, 1483 - Blois, Francia, 8 de mayo de 1529), latinizado Andreas Naugerius y también citado como Andrés Navagero, fue un humanista, escritor y político veneciano.

## Biografía
De noble familia, estudió en Padua bajo la guía de Marco Antonio Sabellico, en griego de Marco Musuro y en filosofía del aristotélico Pietro Pomponazzi; más tarde, en Venecia, estuvo entre los colaboradores del impresor de clásicos grecolatinos Aldo Manuzio el Viejo y para él cuidó algunas ediciones anotadas de autores latinos de época augustea, de la que era un fanático estudioso: las obras de Quintiliano (1513), Virgilio (1514), Lucrecio (1516), Ovidio y Terencio (1517) y Horacio y Cicerón (1519)
En 1516 sucedió a Sabellico como custodio de la biblioteca donada a la Catedral de San Marcos por el cardenal Besarión, uno de los sabios huidos de Constantinopla, y fue nombrado cronista de la república, lo que llevaba aparejado el encargo de continuar la Historia de Venecia iniciada por su predecesor, pero que no pudo acabar debido a su temprana muerte; más tarde la concluiría su amigo Pietro Bembo.
Fue después embajador de la República de Venecia ante la corte de Carlos V (1525-1528) con el encargo de lograr la libertad de Francisco I. Su relato del viaje que hizo narra su desembarco en Barcelona, y de ahí fue a Toledo que en ese momento era Corte, estando ocho meses en arduas negociaciones. Se sumó después al largo viaje que hizo la Corte por toda Andalucía y, en 1526, cuando se celebraba la tornaboda del emperador con Isabel de Portugal, conoció en Granada al poeta Juan Boscán, a quien al parecer sugirió el uso del verso endecasílabo y las estrofas italianas (soneto, terceto, octava real, canción en estancias, lira), así como las convenciones temáticas y estilísticas del petrarquismo, que luego recogerían también otros poetas castellanos como Garcilaso de la Vega y Diego Hurtado de Mendoza.
El 7 de diciembre de 1526 la Corte española se trasladó a Valladolid, donde sus negociaciones empezaron a sufrir reveses, lo que le llevaría a regresar a Venecia el 30 de mayo de 1528. Se le encargó entonces otra embajada a la corte de Francisco I de Francia (1528), y allí murió, en Blois, cuando se acercaba al Congreso de Cambrai (1529). Existe un retrato doble de los escritores Andrea Navagero y Agostino Beazzano encargado a Rafael Sanzio en 1516, durante la estancia de ambos humanistas en Roma.

## Obra
Queda de Navagero un extenso epistolario de apreciada importancia histórica, donde destacan sus cinco cartas al humanista Giambattista Ramusio y aquellas en que da cuenta de sus viajes por España y Francia. También poseen un gran interés para los estudios botánicos, pues fue un gran amante de las flores y los jardines y en sus viajes deja siempre detallada cuenta de los que observa. Como poeta destacó por sus obras en lengua latina, recogidas en Lusus, in Carmina quinque illustrium poetarum (1548), con destacables idilios pastoriles, églogas y epigramas. La República Veneciana le encargó oraciones fúnebres para Caterina Cornaro (1510), Bartolomeo d'Alviano (1515) y para el dux -o dogo- Leonardo Loredan (1521). Como humanista fue un intransigente partidario del latín de la época clásica, e incluso se cuenta de él que quemó las obras de Marcial.
Su obra más conocida y reeditada fue el Viaggio fatto in Spagna ed in Francia (Viaje hecho a España y a Francia) (Venecia, 1563). Traducido con ese título al castellano por el académico de la Historia Antonio María Fabié en 1879 (según Fouché-Delbosc en sus Libros de Antaño, v. VIII). El investigador García Mercadal deja noticia de ediciones anteriores como la lujosa de los hermanos Volpi, en Padua en 1718, de la que en 1754 se hizo una segunda edición más modesta. También se conocen otras ediciones en castellano: una publicada en Vascongadas en marzo de 1897, y un estudio de G. M. Malvezzi, Andrea Navagero alla corte di Spagna, Pinerolo, 1871, citado por Farinelli. Ya en el siglo XX, destaca la traducción de José María Alonso Gamo en 1951 y la edición de Turner en 1983. Existe asimismo una edición de su Opera omnia (1718).